# 세한대학교
세한대학교(世翰大學校, Sehan University)는 대한민국 전라남도 영암군과 충청남도 당진시에 소재한 사립 대학이다.

## 연혁
1993년 12월 17일 대불공과대학이 설립되었다. 1994년 3월 10일 개교하였다. 1995년 3월 1일, 대불공과대학교로 교명을 변경한다. 1996년 1월 9일 대불대학교로 교명을 변경한다. 2012년 6월 18일, 세한대학교로 교명을 변경하고, 2013년 4월, 충청남도 당진시 일대에 캠퍼스를 개교하여 현재에 이르고 있다.
한편, 2011년과 2012년 교육과학기술부는 이 학교를 정부재정지원제한대학으로 선정한 이력이 있다. 2015년과 2016년 실시된 대학구조개혁평가 결과 D등급을 받은 바 있으며, 다만 2017년 실시된 이행 점검 결과 D등급으로 받았던 재정 지원 제한 조치가 일부 해제되었다. 2018년 실시된 대학기본역량진단 결과 역량강화대학에 선정된 바가 있다.

## 교육편제
세한대학교는 학부와 대학원 과정 모두 편제되어 있다. 학부 과정의 경우 별도의 단과대학 구분 없이 28개 학과, 대학원의 경우 일반대학원이 설치되어 있다.

### 학부
영암캠퍼스에 건강보건학부, 교육학부를 설치하여 8개 학과를 편제한다. 기타 전일제 강의로 운영되는 글로컬디지털융합대학이 소재한다. 당진캠퍼스에 항공학부, IT조형학부, 레저힐링학부, 자유전공학부 등 12개 학과를 편제한다.

### 대학원
세한대학교 대학원은 일반대학원 단일 과정이며, 석사 15학과, 박사 7학과를 지원하고 있다.